# 성수대

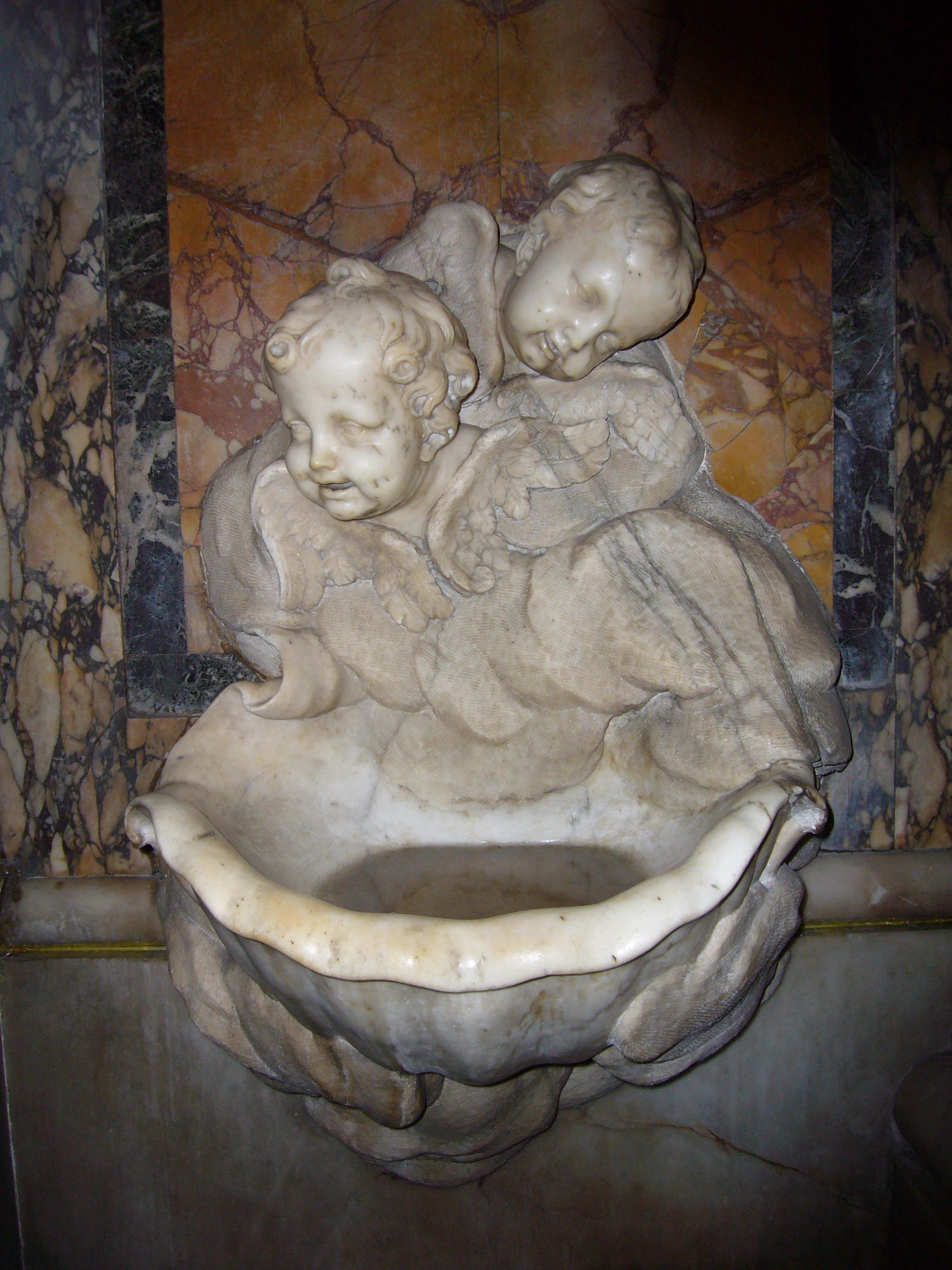
이탈리아 로마 성당의 성수대

성수대(聖水臺) 또는 성수반(聖水盤)은 성수를 담은 용기 내지는 그릇의 일종으로, 보통 성당으로 들어가는 입구 근처에 설치되어 있다. 로마 가톨릭 교회, 성공회, 루터교회 등의 기독교 교회에서 사용한다. 성수대는 주로 돌이나 도자기, 금속과 같은 단단한 재료로 제작되어야 한다. 성당에 들어갈 때는 성수반에 담긴 성수에 손가락을 찍어 십자성호를 그은 다음에 들어간다. 이때 “주님, 이 성수로 저의 죄를 씻어주시고  마귀를 몰아내시며 악의 유혹을 물리쳐 주소서. 아멘.” 또는 “주님, 이 성수로 세례의 은총을 새롭게 하시고 모든 악에서 보호하시어 깨끗한 마음으로 주님께 나아가게 하소서. 아멘.” 등의 기도를 바칠 수 있다.
이러한 행위는 거룩한 전례로 들어가는 것을 의미하며, 더불어 자신의 세례 때 신앙고백을 상기시키고 몸과 마음이 깨끗해지기를 기원하는 것이다. 또한 로마 가톨릭 교회에서는 성수가 악을 내쫓고 소죄를 씻어낼 수 있다고 믿는다. 성당에서 나갈 때는 성수를 다시 찍고 십자성호를 그을 필요는 없다. 성수는 가톨릭교회에서 합법적으로 서품을 받은 사제에게 축성을 받은 물이어야 한다.

## 같이 보기
- 성수 (기독교)
- 세례대